# Юрьян, Андрей
Андрей(с) Юрьянс (Юрьян) (латыш. Andrejs Jurjāns; 30 сентября 1856, Эргли — 28 сентября 1922, Рига) — латышский композитор и фольклорист, один из основоположников латышской классической музыки.

## Биография
Андрей Юрьян с 1875 года учился в Санкт-Петербургской консерватории, сперва в классе органа Луи Гомилиуса, затем также в классе композиции Н. А. Римского-Корсакова.
В 1877 году была опубликована первая написанная им песня. По окончании консерватории в 1882—1916 гг. преподавал в городе Харькове, в то же время активно участвуя в музыкальной жизни Латвии как собиратель, исследователь и аранжировщик национального песенного фольклора.
Своим четырёхтомным трудом «Материалы латвийской народной музыки», в котором приведено около 2000 напевов, Юрьянс положил основание всем дальнейшим исследованиям в этой области.
Вместе с братьями он регулярно принимал участие в Латвийских праздниках песни.
После смерти Юрьянса его труд был дополнен (5-я часть) братом Юрьянса, Павлом. Собственные сочинения Юрьянса также в значительной степени основаны на фольклорном материале.

## Произведения
- Кантаты:

«Отчизне» (латыш. Tēvijai; 1886);
«Пир Валтасара»;
«К столетию присоединения Курляндии к России» и др
- Симфоническая картина «Освобождение латышского народа» (латыш. Latvju tautas brīvlaišana; 1891)
- Многочисленные хоровые и вокальные сочинения

## Память
Похоронен в Риге на Лесном кладбище.